# Peru Future Series 2018
Die Peru Future Series 2018 im Badminton fand vom 17. bis zum 20. Mai 2018 in Lima statt. Es war die erste Austragung der Veranstaltung.

## Sieger und Platzierte
| Disziplin    | Gold                             | Silber                        | Bronze                                      |
| ------------ | -------------------------------- | ----------------------------- | ------------------------------------------- |
| Herreneinzel | Luis Ramón Garrido               | Arturo Hernández              | José Guevara                                |
| Herreneinzel | Luis Ramón Garrido               | Arturo Hernández              | Diego Mini                                  |
| Dameneinzel  | Daniela Macías                   | Fabiana Silva                 | Diana Corleto Soto                          |
| Dameneinzel  | Daniela Macías                   | Fabiana Silva                 | Fernanda Saponara Rivva                     |
| Herrendoppel | José Guevara Daniel La Torre     | Bruno Barrueto Diego Subauste | Nicolas Oliva Santiago Otero                |
| Herrendoppel | José Guevara Daniel La Torre     | Bruno Barrueto Diego Subauste | Dino Delmastro Serafín Zayas                |
| Damendoppel  | Daniela Macías Dánica Nishimura  | Inés Castillo Paula La Torre  | Diana Corleto Soto Mariana Isabel Paiz Quan |
| Damendoppel  | Daniela Macías Dánica Nishimura  | Inés Castillo Paula La Torre  | Ingrid Valeria Salas Huamani Yue Yang Cao   |
| Mixed        | Daniel La Torre Dánica Nishimura | Diego Mini Paula La Torre     | Bruno Barrueto Fernanda Saponara Rivva      |
| Mixed        | Daniel La Torre Dánica Nishimura | Diego Mini Paula La Torre     | Alonso Medel Camila Macaya                  |